# Marc Crosas i Luque
Marc Crosas i Luque (Sant Feliu de Guíxols, 9 de gener de 1988) és un exfutbolista català que jugava de migcampista. Va jugar al FC Barcelona, Olympique de Lió, Celtic Glasgow, FC Volga Nijni i Santos Laguna. Va ser internacional amb la selecció catalana.

## Trajectòria
Format al planter del FC Barcelona, la temporada 2007-2008 el club blaugrana el va cedir a l'Olympique de Lió. Quan, a l'estiu del 2008, el jugador va tornar al seu club, l'entrenador Pep Guardiola li va comunicar que no comptava amb els seus serveis. Finalment, el Barça va arribar a un principi d'acord amb el Celtic de Glasgow per al seu traspàs.
El dia 18 de febrer Marc Crosas oficialitza el seu fitxatge pel FC Volga Nijni Nóvgorod començant un nou periple a la Lliga russa de futbol. El 2 d'abril s'estrenà amb el seu nou equip jugant com a titular en la derrota del FC Volga davant del FC Spartak Moscou per 1-0.
El dia 13 de gener de 2012 Marc Crosas oficialitzà el seu fitxatge pel Santos Laguna de Mèxic segons informació del President del club Alejandro Irarragorri. En proclamar-se campió de lliga en la seva primera temporada al Santos, va reivindicar la seva catalanitat durant la celebració, lluint l'estelada roja i proclamant «visca Santos i visca Catalunya!».

## Internacional

### Selecció catalana
El 28 de desembre de 2016 va disputar com a suplent amb la selecció catalana el Trofeu Catalunya Internacional 2016, un partit contra la selecció de Tunísia que va acabar en empat 3 a 3 i finalment en victòria tunisenca a la tanda de penals.

## Clubs
| Club             | País      | Any         |
| ---------------- | --------- | ----------- |
| FC Barcelona     | Catalunya | 2006 - 2007 |
| Olympique de Lió | França    | 2008        |
| Celtic Glasgow   | Escòcia   | 2008 - 2010 |
| FC Volga Nijni   | Rússia    | 2011        |
| Santos Laguna    | Mèxic     | 2012 - 2015 |

## Palmarès
Campionats estatals
| Títol                             | Club             | País    | Any  |
| --------------------------------- | ---------------- | ------- | ---- |
| Campionat francès (Ligue 1)       | Olympique de Lió | França  | 2008 |
| Copa francesa                     | Olympique de Lió | França  | 2008 |
| Copa de la lliga escocesa         | Celtic Glasgow   | Escòcia | 2009 |
| Lliga mexicana (Primera División) | Santos Laguna    | Mèxic   | 2012 |